# Hazelwormen
Hazelwormen (Anguidae) vormen een familie van vaak pootloze hagedissen.
Er zijn ongeveer tachtig soorten, hiermee is het een relatief kleine familie van hagedissen. Het verspreidingsgebied is echter groot en de verschillende soorten komen vrijwel wereldwijd voor.

## Uiterlijke kenmerken
Hazelwormen danken hun naam aan de meestal bruine lichaamskleur en het ontbreken van poten. Een aantal soorten heeft desondanks goed ontwikkelde pootjes en ook tussenvormen komen voor. Er zijn soorten waarbij de voorpoten ontbreken en alleen kleine, flapachtige achterpoten aanwezig zijn. De kop is vaak duidelijk afgescheiden van het lichaam. De ogen dragen oogleden, de gehooropeningen zijn relatief groot en goed te zien.
De huid is sterk bepantserd met grove, meestal niet-overlappende schubben. Onder de schubben zijn kleine beenplaatjes of osteodermen gelegen die de huid nog sterker verstevigen en zorgen voor een stijf lichaam. Veel soorten hebben, net als de schildhagedissen, een huidplooi aan de onderzijde van de flanken die enigszins uitrekbaar is om de ademhaling, zwangerschap en voedselopname te vergemakkelijken.
De staart is vaak langer dan het lichaam, bij sommige soorten bijna drie keer zo lang. Bij veel soorten breekt de staart gemakkelijk af bij bedreiging, dit wordt wel caudale autotomie genoemd. In het wild zijn er maar weinig exemplaren te vinden die hun originele staart nog hebben. Bij een aantal soorten breekt niet een enkel deel van de staart af maar valt deze in meerdere delen uiteen, dergelijke soorten worden hierom wel 'glasslangen' genoemd.

## Levenswijze

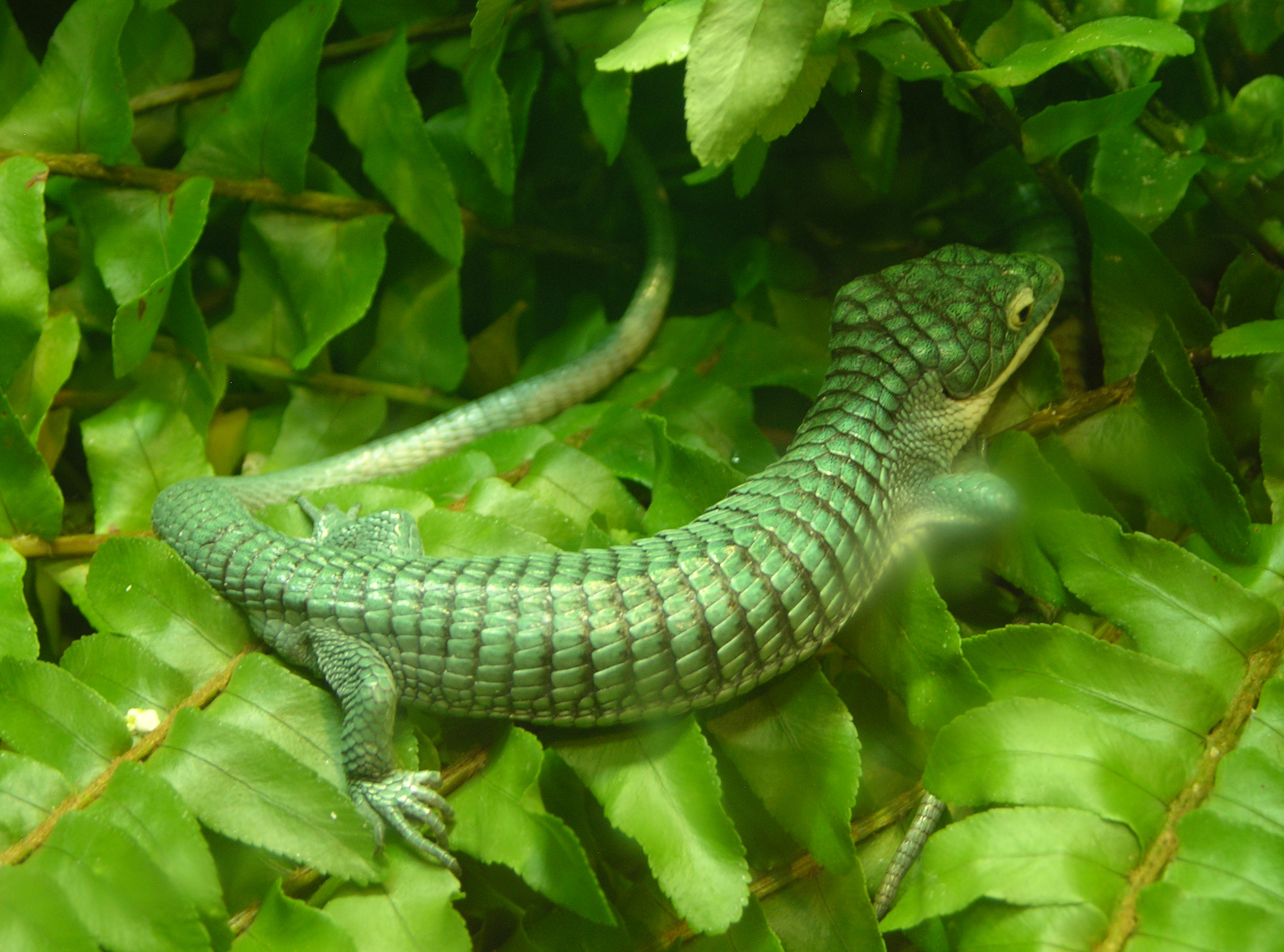
Abronia graminea behoort tot de boomhazelwormen en leeft in bomen en struiken.

Alle soorten zijn carnivoor en leven van kleine ongewervelden zoals insecten, slakken, spinnen en schorpioenen. Grotere soorten eten ook wel kleine gewervelde dieren zoals kleine slangen en hagedissen. 
De meeste soorten zijn eierleggend, sommige soorten brengen levende jongen ter wereld. Soorten uit deze laatste groep komen meestal in noordelijke delen voor, waar het te koud is voor het uitkomen van eieren.

## Verspreiding en habitat
Hazelwormen komen voor in Noord- en Zuid-Amerika, het Caribisch gebied en Europa en Azië. Er zijn ongeveer 75 soorten in tien geslachten, de meeste komen voor in Amerika. Vanwege het ontbreken van pootjes zijn veel soorten uitsluitend bodembewonend, soms schuilend in holen. De bekendste vertegenwoordiger is de hazelworm (Anguis fragilis), een tot 40 centimeter lange soort die in vrijwel heel Europa en Klein-Azië voorkomt, ook in Nederland en België.
Vrijwel alle soorten zijn bodembewoners die goed kunnen graven en leven onder stenen en houtstronken. Een uitzondering zijn de boomhazelwormen uit het geslacht Abronia die juist in bomen en struiken leven.

## Taxonomie en indeling

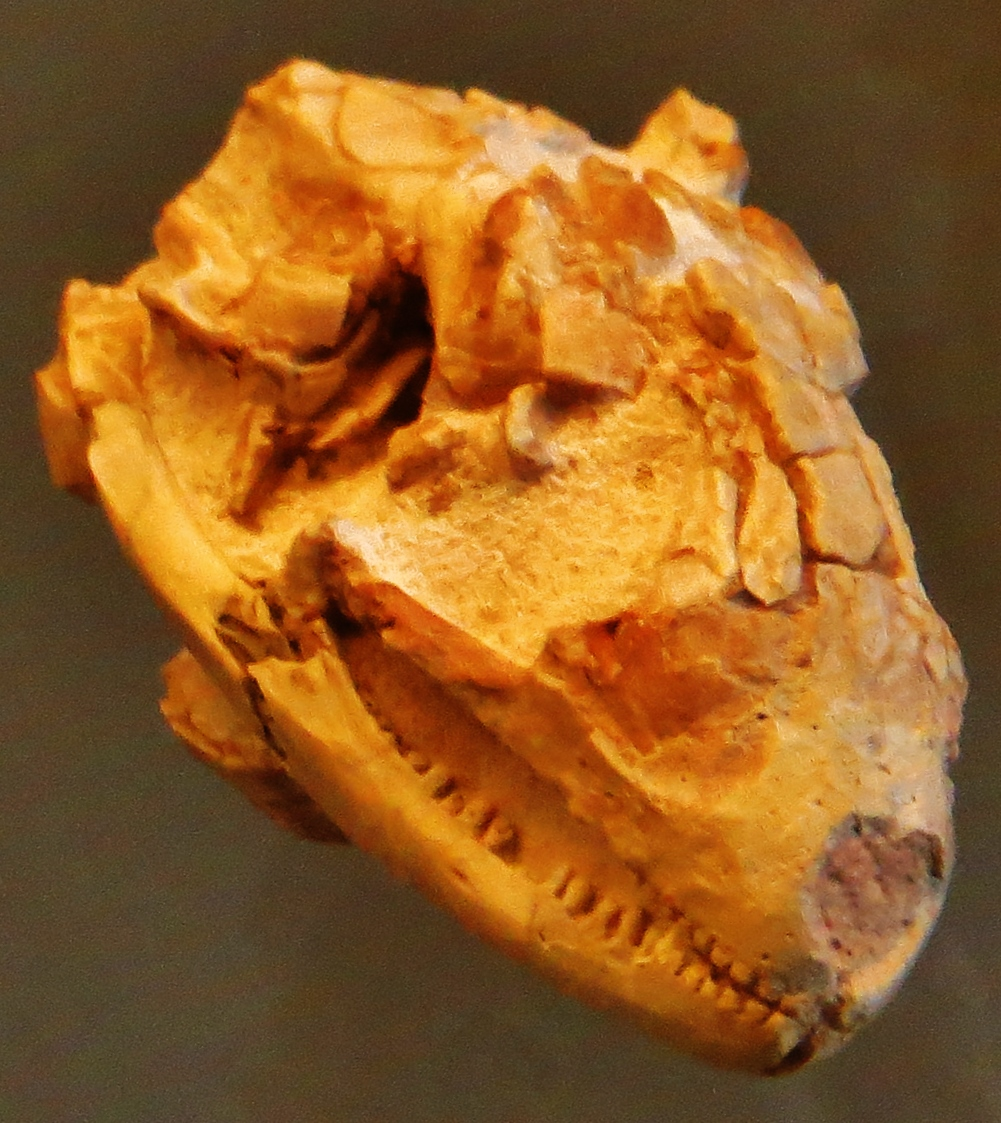
Peltosaurus is een uitgestorven soort.

De groep werd voor het eerst wetenschappelijk beschreven door John Edward Gray in 1825. De hazelwormen worden verdeeld in twee onderfamilies, tien geslachten en 78 soorten. Een aantal geslachten wordt tegenwoordig tot een aparte familie gerekend, de Diploglossidae. Momenteel worden en twee moderne onderfamilies bekend: Anguinae en Gerrhonotinae. Er zijn ook groepen van hazelwormen die alleen als fossiel bekend zijn, en lang geleden leefden. Een voorbeeld zijn de vertegenwoordigers van de familie Glyptosaurinae, die uitstierven in het Paleogeen.

### Onderfamilies
De moderne soorten worden verdeeld in twee onderfamilies die in de onderstaande tabel zijn weergegeven.
| Naam          | Auteur                  | Aantal geslachten | Verspreidingsgebied                                                              |
| ------------- | ----------------------- | ----------------- | -------------------------------------------------------------------------------- |
| Anguinae      | Gray, 1825              | 5                 | Europa, Azië, noordelijk Afrika, Noord- en Midden-Amerika, Arabisch Schiereiland |
| Gerrhonotinae | McDowell & Bogert, 1954 | 5                 | Noord- en Midden-Amerika                                                         |